# I'm Counting On You
"I'm Counting On You" (Estoy contando contigo) es una canción compuesta por Don Robertson y popularizada por Elvis Presley quien la grabó en el legendario estudio B de RCA en Nashville, Tennessee y la incluyó en su primer álbum, el cual llevaba su propio nombre "Elvis Presley" en 1956 el cual se lanzó a la venta el 23 de marzo de 1956.
"I'm Counting On You" asimismo integró posteriormente el álbum "Platinium - A Life In Music" editado el 15 de julio de 1997. 
La canción se editó también en formato de EP con temas como "When My Blue Moon Turns Gold Again", "How's the World Treating You" y "I Got A Woman", siendo I'm Counting On You el tema 1 de la cara B del disco contando con reediciones a lo largo de las dos décadas siguientes. Para la portada del EP la compañía RCA eligió la misma imagen de Elvis de perfil, tocando la guitarra, que se usara para el segundo álbum editado en 1956 titulado "Elvis". 

## Músicos
- Elvis Presley - Voz y guitarra acústica rítmica
- Scotty Moore - guitarra eléctrica
- Chet Atkins - guitarra eléctrica
- Bill Black - contrabajo
- D. J. Fontana - batería
- Gordon Stoker - coros
- Ben Speer . coros
- Brock Speer - coros [2]

## Letra
A través de la letra el protagonista le hace saber a su interés amoroso, la manera en la que él se apoya espiritualmente en ella y cómo lo guía en el día a día en su vida acorde a su especial manera de apoyarlo, a la vez que le implora seguir junto a él. 
La letra hace un paralelismo en el salir a vagabundear como metáfora de estar perdido emocionalmente en el camino de la vida, para lo cual el protagonista cuenta con la guía de la muchacha a quien alude que le sirve de guía "I go roam and you guide me as only you can do, Hold my hands, stand beside me, I'm counting on you" ("Salgo a vagabundear y tu me guías como solo tú puedes hacer. Toma mi mano y permanece a mi lado, yo estoy contando contigo") 